# Selección femenina de hockey sobre hierba de Bélgica

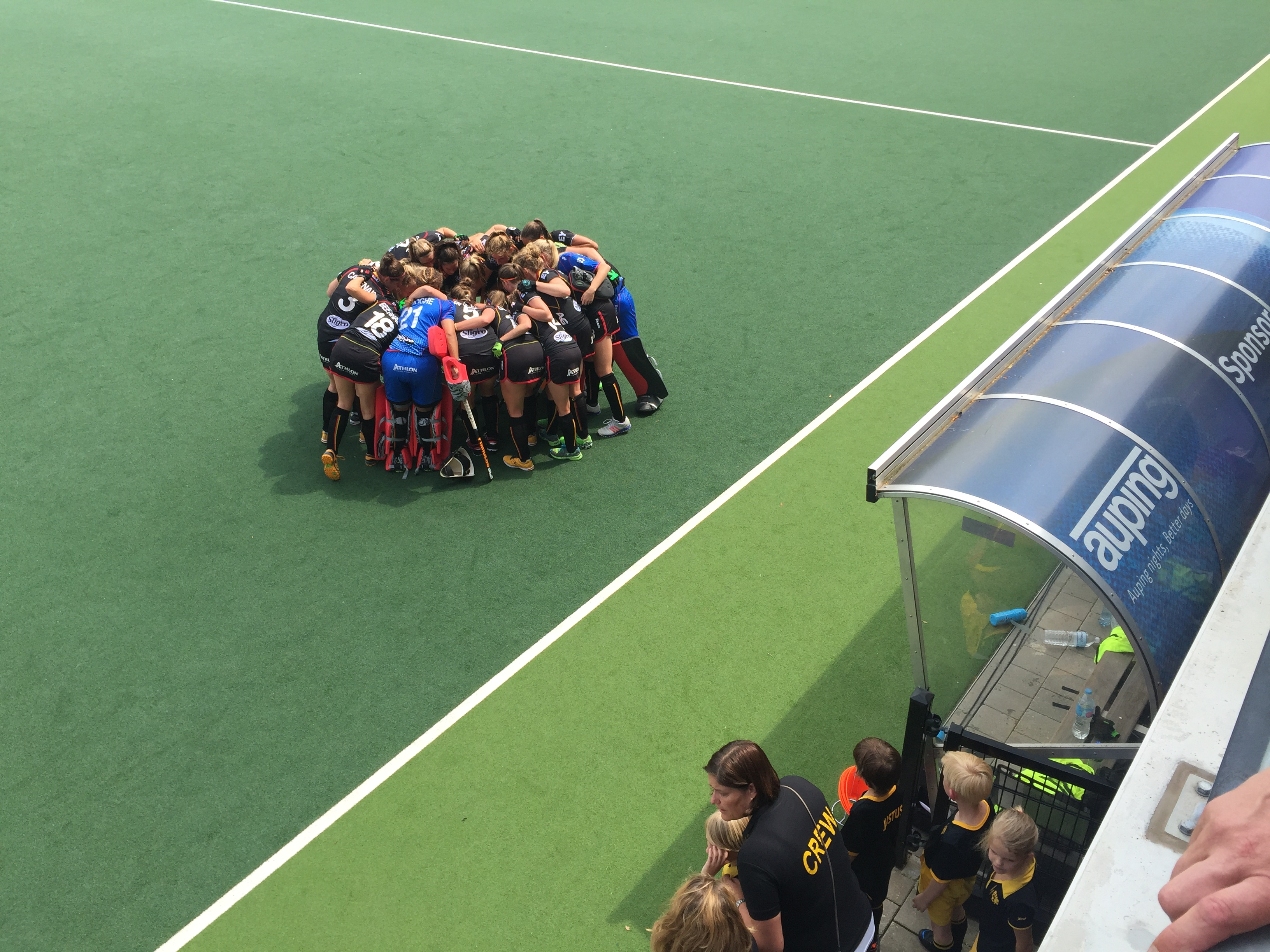
La selección femenina de hockey sobre hierba de Bélgica calentando antes de un partido contra Países Bajos.

La selección femenina de hockey sobre hierba de Bélgica es el equipo de hockey sobre hierba que representa a Bélgica en los campeonatos de selecciones femeninas.
En el Campeonato Mundial, Bélgica ha logrado el tercer puesto en 1978, el cuarto en 1976, y el quinto en 1974. Se ausentó en las ediciones 1983 hasta 2010, tras lo cual volvió a clasificar en 2014 y 2018. Además clasificó a los Juegos Olímpicos de 2012, donde obtuvo el 11.º puesto. En tanto, resultó 11.ª en la Liga Mundial 2012/13 y 13.ª en 2014/15, mientras que alcanzó el quinto puesto en la Hockey Pro League de 2019.
Por otra parte, Bélgica ha obtenido el segundo puesto en el Campeonato Europeo de 2017, el cuarto en 2013, el quinto en 2011, y el sexto en 2019.